# Селиванов, Илья Игоревич
Илья Игоревич Селиванов (род. 19 ноября 1989, Ленинград, СССР) — российский оперный певец (тенор), с 2018 года солист Большого театра.

## Биография
Родился в семье музыкантов, поэтому его творческий путь был отчасти предопределён. Мальчик пошёл по стопам родителей и с 6 лет учился в старейшем музыкальном заведении Санкт-Петербурга.
В 2007 году с отличием окончил Хоровое училище им. М. И. Глинки.
В 2012 году — дирижерско-хоровое отделение, и в 2013 году вокальный факультет Санкт-Петербургской государственной консерватории им. Н.А. Римского-Корсакова (класс Ю.М. Марусина).
В 2012 году стал солистом Академии молодых оперных певцов Мариинского театра.
В октябре 2017 года впервые выступил на сцене Большого театра, исполнив заглавную партию в опере «Идиот» М. Вайнберга.
В 2018 году приглашён в оперную труппу Большого театра.

## Семья
- Отец — Селиванов Игорь Николаевич (1940 г.р.), дирижёр хора, житель блокадного Ленинграда. В течение 30 лет руководил концертным детским хором ДК им. Ленина в Санкт-Петербурге (ныне Культурный центр «Троицкий»).
- Мать — Селиванова Татьяна Петровна (1961 г.р.), музыкант, педагог, концертмейстер.
- Брат — Селиванов Филипп Игоревич, оперный и симфонический дирижёр, обладатель золотой медали Международного конкурса имени С. В. Рахманинова.
- Брат — Селиванов Тихон Игоревич, пианист, концертмейстер.
- Жена — Селиванова Алёна Леонидовна, дирижёр хора, педагог, хормейстер Детского музыкального театра Ильи Резника «Маленькая страна».
- Дети — Полина, Ульяна, Аглая, Марьяна.

## Репертуар
В Большом театре
- Князь Мышкин («Идиот» М. Вайнберга)
- Лыков («Царская невеста» Н. Римского-Корсакова)
- Заглавная партия («Кандид» Л. Бернстайна) — первый исполнитель в Большом театре
- Чекалинский («Пиковая дама» П. Чайковского)
- Кай («История Кая и Герды» С. Баневича)
- Михайло Туча («Псковитянка» Н. Римского-Корсакова, концертное исполнение)
- Водемон («Иоланта» П. Чайковского)
- Ленский («Евгений Онегин» П. Чайковского)
- Князь Гвидон («Сказка о царе Салтане» Н. Римского-Корсакова)
- Альфред («Травиата» Дж. Верди)
- Эдмон («Манон Леско» Дж. Пуччини)
- Искра («Мазепа» П. Чайковского, концертное исполнение)
- Зиновий Борисович («Катерина Измайлова» Д. Шостаковича)
- Принц («Русалка» А. Дворжака)
- Князь Синодал («Демон» А. Рубинштейна)
- Нарработ («Саломея» Р. Штрауса)

Остальной репертуар
- Граф Альмавива («Севильский цирюльник» Дж. Россини)
- Левко («Майская ночь» Н. Римского-Корсакова)
- Принц («Любовь к трем апельсинам» С. Прокофьева)
- Грицько («Сорочинская ярмарка» М. Мусоргского)

## Гастроли
В 2017 году состоялся европейский дебют певца в театре Дортмунда (Германия), где он спел партию Альфреда («Травиата» Дж. Верди).
В ноябре того же года участвовал в исполнении Реквиема А. Дворжака в Концертном зале Лейсхалле (Германия) с Гамбургским симфоническим оркестром под управлением Иона Марина.
В 2018 году в рамках открытия года России в Японии исполнил партию Водемона («Иоланта» П. Чайковского) в Сантори холл в Токио (дирижер Михаил Плетнев).
В марте 2019 года участвовал в гастролях Оперной труппы Большого театра во Франции, исполнив партии Чекалинского в «Пиковой даме», Михайло Тучи в «Псковитянке» (концертное исполнение, дирижер Туган Сохиев).
В октябре 2019 года исполнил партию Рудольфа («Богема» Дж. Пуччини) в Опере Вроцлава (Польша).
В 2020 года исполнил партию Альфреда («Травиата» Дж. Верди) в Болгарском национальном театре оперы и балета.
В 2021 году участвовал в исполнении оперы Корнгольда «Мёртвый город» на фестивале Джоржа Энеску в Бухаресте (Румыния).
Является постоянным гостем Международного оперного фестиваля им. Ф. И. Шаляпина (Казань).
Выступал с такими дирижёрами, как Ион Марин, Валерий Гергиев, Михаил Плетнев, Марис Янсонс, Гавриэль Гейне, Николай Цнайдер, Александр Титов, Юрий Симонов.

## Награды
- 2009 год — лауреат Международного конкурса юных вокалистов (Кохтла-Ярве, Эстония).
- 2013 год — лауреат Международного конкурса молодых оперных певцов им. М. Михайлова (II премия, Калуга).
- 2014 год — победитель VI Всероссийского конкурса молодых вокалистов им. Н. Обуховой (I премия, Липецк).
- 2014 год — лауреат I Международного конкурса молодых оперных певцов «Опера без границ» (Краснодар).
- 2015 год — победитель II Международного конкурса молодых оперных певцов «Опера без границ» (Гран при, Краснодар).